# Andrew Hjulsager
Andrew Hjulsager (ur. 15 stycznia 1995 w Mos) – duński piłkarz występujący na pozycji pomocnika w KAA Gent.